# Цветкович, Михайло
Миха́йло Цве́ткович (серб. Михајло Цветковић; родился 10 января 2007, Ниш) — сербский футболист, нападающий клуба «Андерлехт» и сборной Сербии.

## Клубная карьера
Выступал за футбольные академии клубов «Шампион Наис» и «Чукарички». В январе 2022 года подписал свой первый профессиональный контракт с клубом «Чукарички». 4 сентября 2023 года дебютировал в основном составе клуба, выйдя на замену в матче сербской Суперлиги против «Железничара», отметившись забитым мячом.

## Карьера в сборной
Выступал за сборные Сербии до 15, до 16, до 17 и до 19 лет.
В 2023 году сыграл на юношеском чемпионате Европы в Венгрии, забив на турнире голы в матчах против Словении и Италии.